# Ľubomír Faktor
Ľubomír Faktor (14 maart 1967) is een voormalig profvoetballer uit Slowakije, die zijn carrière in 1984 begon bij ZVL Žilina in het toenmalige Tsjechoslowakije. Hij speelde als aanvallende middenvelder en kwam in de periode 1994-1995 vijfmaal (één doelpunt) uit voor het Slowaaks voetbalelftal.

## Erelijst
Slovan Bratislava
- Landskampioen Slowakije

1994, 1995, 1996
- Beker van Slowakije

1994
 FC Košice
- Landskampioen Slowakije

1997, 1998